# Adam Martin (Politiker)
Johann Adam Martin (* 19. Dezember 1777 in Freienhagen; † 9. Januar 1839 ebenda) war ein deutscher Bürgermeister und Politiker.

## Leben
Martin war der Sohn von Johann Ditmar Martin († 27. November 1798 in Freienhagen) und dessen Ehefrau Anna Elisabeth geborene Keßler (* 9. April 1753 in Elben „im Hessischen“; † 4. März 1832 in Freienhagen). Er war evangelisch und heiratete am 29. Mai 1801 in Freienhagen Wilhelmine Charlotte Christina Schäfer (* 31. März 1771 in Sachsenhausen; † 1. März 1837 in Freienhagen), die Tochter des Johann Henrich Schäfer und der Catharina Elisabeth Koch
Martin war 1821 Polizeiinspektor und Pfennigmeister in Freienhagen. Von Herbst 1823 bis Herbst 1825, von Herbst 1826 bis Herbst 1828 und von Herbst 1829 bis Herbst 1831 amtierte er als Bürgermeister der Stadt Freienhagen. Als solcher war er vom 20. Oktober 1823 bis zum 31. Oktober 1825, vom 20. Oktober 1826 bis (Herbst) 1828 und erneut von (Herbst) 1829 bis (Herbst) 1831 Mitglied des Landstandes des Fürstentums Waldeck.